# Angels (Within Temptation)
Angels è il terzo singolo dei Within Temptation estratto dall'album The Silent Force. Il singolo ha riscosso un notevole successo raggiungendo l'undicesima posizione nelle classifiche olandesi e la nona in quelle finlandesi.

## Il Video
Il video è ambientato in un deserto spagnolo. La storia che viene raccontata è quella di un gruppo di angeli vigilanti, la cui missione è eliminare il male. Sharon de Adel è una donna che, apparentemente, viene abbandonata sul ciglio della strada in mezzo al nulla. Questa accetta un passaggio da parte di un sacerdote, che la porta nella propria casa. Il sacerdote è in realtà un serial killer demoniaco, che avvicina le sue vittime travestendoti da persone che ispirano fiducia, come un medico, un poliziotto, un clown ed un giudice. Non appena Sharon si trova davanti ad una bacheca piena di ritagli di giornale in casa del killer, riguardanti le sue vittime precedenti, l'uomo l'addormenta con il cloroformio. Porta quindi la donna, legata, nel deserto, dove ha intenzione di seppellirla viva. Comunque, Sharon immediatamente si sveglia quando gli altri angeli (i membri del gruppo) si avvicinano, rivelando l'identità angelica della stessa Sharon, abbandonata per strada come esca per l'assassino, nel frattempo costretto ad affrontare le anime delle sue vittime, che lo distruggono. In seguito i vigilanti si dirigono verso il loro prossimo obiettivo.

## Tracce
1. Angels – 4:00
2. Say My Name – 4:06
3. Forsaken (Live in 013, Tilburg) – 4:57
4. The Promise (Live in 013, Tilburg) – 8:02
5. Angels (Live in 013, Tilburg) – 4:07

DVD Side:
1. The Promise (Live in 013, Tilburg)
2. Angels (Live in 013, Tilburg)
3. Forsaken (Live in 013, Tilburg)
4. Angels Videoclip
5. Within Temptation in Dubai